# Chūō, Yamanashi

Chūō (中央市 Chūō-shi?) este un municipiu din Japonia, prefectura Yamanashi.